# Chrysocraspeda regalis
Chrysocraspeda regalis är en fjärilsart som beskrevs av W. Warren 1899. Chrysocraspeda regalis ingår i släktet Chrysocraspeda och familjen mätare. Inga underarter finns listade i Catalogue of Life.